# Camille Pitollet
Camille Pitollet (* 24. Oktober 1874 in Véronnes, Département Côte-d’Or; † 25. Juni 1964 in Pau) war ein französischer Romanist, Hispanist und Germanist.

## Leben und Werk
Pitollet bestand 1902 die soeben geschaffene Agrégation d’espagnol. Von 1905 bis 1908 war er auf den Spuren seiner Forschungsthemen in Hamburg und hatte dort ein Angebot für hispanistische Hochschullehre, ging aber zurück nach Frankreich und wurde Gymnasiallehrer für Deutsch in Saint-Brieuc. Dort war er Kollege von Georges Palante. Er habilitierte sich 1908 in Toulouse – in Paris war er an Charles Andler gescheitert – mit den beiden Thèses Contributions à l'étude de l'hispanisme de G.-E. Lessing (Paris 1909) und La Querelle caldéronienne de Johan Nikolas Böhl von Faber et José Joaquín de Mora, reconstituée d'après les documents originaux (Paris 1909). Später war er Gymnasiallehrer und Geisteswissenschaftler in Nîmes. Pitollets wenig übersichtliche Darstellungsweise und der ausgeprägt polemische Charakter waren seiner Karriere (trotz großer Kompetenz) im Wege.

## Weitere Werke

### Verfasser
- Vicente Blasco Ibáñez. Ses romans et le roman de sa vie, Paris 1921 (spanisch Valencia 1921)
- "Le Père Hase". Histoire de la venue en France de l'Allemand qui refusa Anatole France au baccalauréat, Brüssel 1922
- Francia, in: Enciclopedia universal ilustrada europeo-americana, Barcelona 1923, S. 888–1004
- (mit Pierre Batiffol) The Oldest text of the Gospels, New York 1924
- Hispania, o sea Introducción al conocimiento práctico de España, su lengua, su historia, su literatura y su vida toda, Paris 1930
- Gloses (Le véritable Blasco Ibañez, le véritable Gómez-Carrillo, par leur premier biographe), Lille/Paris 1930 (viel Autobiographisches)
- Toujours la panacée du latin. Considérations rétrospectives sur l'enseignement du latin et celui des langues vivantes, in: Les langues modernes, März 1933
- Jean-Joseph Saroïhandy, Le Puy 1933 (Simple histoire 4)
- Précis de grammaire espagnole, Paris 1933

### Hrsg. und Übersetzer
- (Hrsg.) Blasco Ibáñez paisajista. 28 descripciones sacadas, por orden cronológico de las principales obras del maestro valenciano, Paris 1924
- (Hrsg.) Lope de Vega, Comedia famosa de Amar sin saber a quién, Paris 1926, 1951
- (Hrsg.) Parnaso español del siglo XIX, Paris 1927
- (Hrsg.) Antologia de poesías liricas españolas de la edad media, Paris 1927
- (Hrsg.) Cervantes, El Cautivo en Argel, Paris 1927, 1949
- (Hrsg.) La Vida de Lazarillo de Tormes, Paris 1928, 1954
- (Hrsg.) Guillén de Castro, Las Mocedades del Cid, Paris 1928, 1946, 1954
- (Hrsg.) Leandro Fernández de Moratín,  El si de las niñas, Paris 1928, 1948, 1953, 1959
- (Übers.) Cervantes, Le captif, Paris 1929
- (Hrsg.) Fernán Caballero, La Familia de Alvareda, Paris 1932
- (Hrsg.) Cervantes, El Ingenioso hidalgo Don Quijote de la Mancha. Extraits, 2 Bde., Paris 1937, 1954, 1958